# Xanthos fils de Ptolémée
Pour les articles homonymes, voir Xanthe.
 (décembre 2010).
Dans la mythologie grecque, Xanthos ou Xanthe (en grec ancien Ξάνθος / Xánthos, « le blond »), fils de Ptolémée, est le dernier roi de Thèbes.

## Mythe
Selon Pausanias, Xanthos fut tué de manière déloyale lors d’un combat singulier l’opposant à Mélanthos. Il ne décrit pas la ruse qu’utilisa ce dernier, mais ajoute qu’après cela les Thébains ne voulurent plus être gouverné par un seul homme, et qu’ils confièrent donc le pouvoir à un groupe. D’après Strabon, Mélanthos devint roi d’Athènes grâce à cette victoire.
La ruse de Mélanthos est décrite par un mythographe, Conon, mais aussi par deux écrivains militaires : Polyen et Frontin. Selon eux, il y avait une guerre entre les Béotiens et les Athéniens, car ils se disputaient un territoire situé entre les deux royaumes. Pour en finir avec ce conflit, Xanthos proposa de départager les deux peuples grâce à un combat singulier entre les deux rois, ce que les Athéniens acceptèrent. Cependant, le roi athénien Thymoétès prit peur, et annonça qu’il céderait son royaume à celui qui combattrait à sa place. Mélanthos se porta alors volontaire. Lorsque les deux guerriers furent face à face, Mélanthos déclara que Xanthos lui avait tendu un piège en amenant un homme avec lui. Étonné, celui-ci se retourna pour voir si quelqu’un l’avait suivi à son insu, et Mélanthos le tua d’un coup de javelot.

## Origine
Initialement, avant d'être historicisée, la légende opposait le blond (xanthós) Apollon à Poséidon à la chevelure sombre dit Mélanthos « au teint noir », Dionysos Melanaegis « à la peau de chèvre noir » aidant Mélanthos à triompher. Les spécialistes ont reconnu dans cette légende l'opposition entre le principe estival et le principe hivernal bien représentée dans les combats rituels du folklore européen. La peau de chèvre noir est un objet rituel ancien et un attribut caractéristique de Dionysos, « feu de la nuit et de l'hiver ».